# Ludwig Matthiessen

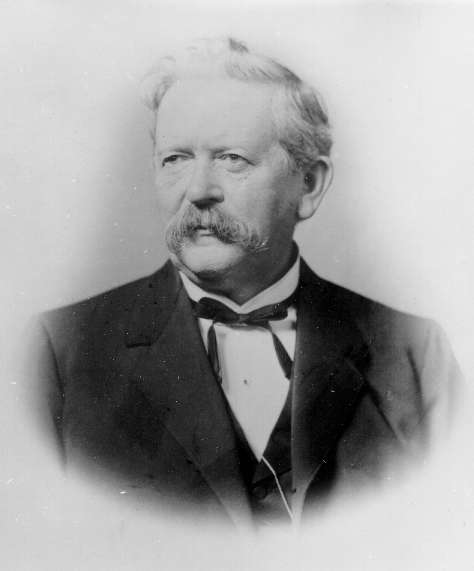
Ludwig Matthiessen (1895)

Heinrich Friedrich Ludwig Matthiessen (* 22. September 1830 in Fissau; † 14. November 1906 in Rostock) war ein deutscher Physiker. Matthiessen war Professor der Physik, Dekan der philosophischen Fakultät und Rektor an der Universität Rostock.

## Leben
Ludwig Matthiessen war der Sohn des Lehrers Christian Matthiessen und dessen Frau Juliane Marie Gustave, geb. Hansen. Er besuchte das Gymnasium (die heutige Johann-Heinrich-Voß-Schule) in Eutin, das er 1851 nach bestandenem Abitur verließ. Er begann 1852 ein Studium der Mathematik, Astronomie und Naturwissenschaften, vor allem Physik, an der Universität Kiel. Zu seinen Professoren gehörte unter anderem der Physiker und Mineraloge Gustav Karsten.
1857 promovierte Matthiessen mit der Dissertation Ueber die Gleichgewichts-Figuren homogener freier rotirender Flüssigkeiten zum Dr. phil. Noch im gleichen Jahr habilitierte er sich an der Kieler Universität als Privatdozent der mathematischen Physik. Bereits 1854 bis 1855 war er als Konservator am Zoologischen Museum in Kiel angestellt und von 1855 bis 1859 Assistent am physikalischen Institut der Universität Kiel. Ab 1859 war er Lehrer der Mathematik und Physik am Gesamtgymnasium in Jever und 1864 Subrektor am Gymnasium in Husum. 1873 wurde er zum königlich preußischen Gymnasialprofessor ernannt. 1874 folgte Matthiessen dem Ruf als ordentlicher Professor der Physik an die Universität Rostock. Hier wirkte er noch über dreißig Jahre.
1875 wurde er Direktor des neu gegründeten Physikalischen Instituts und Seminars. Zwei Jahre später wurde ihm die Verwaltung der Universitäts-Waisenkasse übertragen. Von 1878 bis 1879 sowie von 1895 bis 1896 war Matthiessen Dekan der philosophischen Fakultät der Rostocker Universität und wurde 1885 bis 1886 zu deren Rektor ernannt. Ab 1888 hielt er außerdem Vorlesungen über Astronomie und mathematische Geographie. Noch im selben Jahr übernahm er die Leitung des astronomisch-meteorologischen Observatoriums. Er war zugleich Mitglied in mehreren Prüfungskommissionen, so unter anderem für Kandidaten des höheren Schulamtes, die ärztliche Vorprüfung, die pharmazeutische Vorprüfung sowie für die Vorprüfung der Nahrungsmittelchemiker. 1890 unternahm er mit Unterstützung des Preußischen Akademie der Wissenschaften und des Mecklenburg-Schweriner Ministeriums eine dreimonatige Forschungsreise ins nördliche Polarmeer zum Studium des physikalisch-optischen Aufbaus der Augen von Walen. Die Ergebnisse seiner Untersuchungen hat er im Rahmen einer Festschrift für Hermann von Helmholtz 1891 veröffentlicht.
1905 wurde er auf eigenen Wunsch emeritiert. Gleichzeitig wurde ihm das Komturkreuz des Hausordens der Wendischen Krone verliehen. Er nahm seinen Wohnsitz im mecklenburgischen Ostseebadeort Müritz ging aber schon, nach einer schweren Erkrankung, 1906 in das Universitätskrankenhaus nach Rostock. Dort starb er am 15. November 1906, im Alter von 76 Jahren, an einer Herzlähmung. Zwei Tage später fand in der Aula der Rostocker Universität ein feierlicher Trauergottesdienst statt, bei dem der Philologe Otto Kern die Trauerrede hielt.
Matthiessen war seit 1862 Mitglied der mathematischen Gesellschaft in Jena und ab 28. Oktober 1885 (Matrikel-Nr. 2519) Mitglied der Kaiserlich Leopoldinisch-Carolinischen Deutschen Akademie der Naturwissenschaftler in Halle (Saale). 1883 erhielt er die Ehrendoktorwürde der medizinischen Fakultät der Universität Zürich. Er war Inhaber der Gedächtnismedaille Friedrich Franz III. von Mecklenburg-Schwerin.
Ludwig Matthiessen hinterließ ein umfangreiches Schrifttum auf den Gebieten der Mathematik, Physik, Astronomie, Meteorologie und Physiologie. Er war noch im hohen Alter als Fachschriftsteller tätig.

## Veröffentlichungen (Auswahl)
- Ueber die Gleichgewichts-Figuren homogener freier rotirender Flüssigkeiten. Nebst eine Figurentafel. (Dissertationsschrift), Kiel 1857.
- Ueber Systeme kosmischer Ringe von gleicher Umlaufszeit als discontinuirliche Gleichgewichtsformen einer frei rotirenden Flüssigkeitsmasse. Leipzig 1865.
- Die algebraischen Methoden der Auflösung der litteralen quadratischen, cubischen und biquadratischen Gleichungen. Husum 1866.
- Das Klima von Athen. Schleswig 1873.
- Schlüssel zur Sammlung von Beispielen und Aufgaben aus der allgemeinen Arithmetik und Algebra. Praktischer Leitfaden für Lehrer und Studirende. als Bearbeiter

Band 1: Allgemeine Arithmetik, Gleichungen vom ersten und zweiten Grade. Köln 1873.
Band 2: Gleichungen, Progressionen, Combinationen, höhere Gleichungen und Anwendung der Algebra auf Geometrie u.s.w. Köln 1873.
- Grundriss der Dioptrik geschichteter Linsensysteme. Mathematische Einleitung in die Dioptrik des menschlichen Auges. Leipzig 1877.
- Grundzüge der antiken und modernen Algebra der litteralen Gleichungen. Leipzig 1878.
- Beiträge zur Psychologie und Physiologie der Sinnesorgane. Hermann von Helmholtz als Festgruss zu seinem siebzigsten Geburtstag. Hamburg / Leipzig 1891.
- Aufgaben für die Praktikanten des Physikalischen Laboratoriums der Universität Rostock. Rostock 1895.
- Theorie der atmosphärischen Refraction und Totalreflexion der Schallwellen und ihre Bedeutung für die Nautik. Leipzig 1899.
- Neue Theorie der Regenbogen. Mit neun Abbildungen. Rostock 1903.
- Das Potential eines Ringes auf den Mittelpunkt eines Querschnitts. Rostock 1905.